# Captrix
Captrix lineata es una especie extinta de araña araneomorfa de la familia Gnaphosidae. Es la única especie del género monotípico Captrix.

## Distribución
Ha sido descubierta en el ámbar del Mar Báltico. Data del Paleógeno